# نادي شباب الظاهرية
نادي شباب الظاهرية الرياضي يعرف بـ «غزلان الجنوب/غزلان فلسطين» هو نادي كرة قدم فلسطين يلعب في الدوري الفلسطيني للمحترفين للضفة الغربية. مدرب هذا الفريق هو «بشير الطل» ومقر النادي في مدينة الظاهرية جنوب غرب الخليل. تأسس عام 1974 وتولى أول منصب رئاسي لنادي شباب الظاهرية الأستاذ عطالله سلامة علاوي. وحاز النادي على العديد من البطولات المحلية.
أهم البطولات التي حصل عليها:
- بطولة كأس الضفة عام 1983
- بطولة اندية الدرجة الأولى عام 1985
- بطولة الضفة للاشبال عام 1993
- بطولة الدرع عام 2005
- بطولة كأس الشهيد ياسر عرفات عام 2011
- بطولة كأس فلسطين 2011–2012
- بطولة كأس السوبر الفلسطيني 2011–2012
- بطولة دوري جوال للمحترفين 2012-2013
- بطولة دوري جوال للمحترفين 2014-2015

مثل فلسطين في بطولة الأندية العربية 13–2012 وكأس الاتحاد الاسيوي 2014. أول فريق فلسطيني يثبت الملعب البيتي لفلسطين لرفضه نقل مبارياته إلى خارج فلسطين.
. بطولة كاس الشهيد ياسر عرفات 2016

## أشهر اللاعبين الذين مثلو النادي
- خلدون الفهد
- وليد قيسية
- أحمد ماهر وريدات
- إسماعيل العمور
- عاطف أبو بلال
- مصعب البطاط

## روابط خارجية
- PALGOAL.COM
- soccerway.com